# April Glaspie
April Catherine Glaspie (Vancouver, 26 de abril de 1942) es una exdiplomática estadounidense y miembro de alto rango del Servicio Exterior de los Estados Unidos, conocida por su papel en los acontecimientos que condujeron a la Guerra del Golfo de 1991.
Fue la primera mujer en ser nombrada embajadora estadounidense en un país árabe. Tenía reputación de arabista respetada y sus instrucciones eran ampliar los contactos culturales y comerciales con el régimen iraquí. 

## Embajadora de Estados Unidos en Irak

### Reuniones con Saddam Hussein
El nombramiento de Glaspie como embajadora de Estados Unidos en Irak se produjo después de un período de 1980 a 1989 durante el cual Estados Unidos había brindado apoyo encubierto a Irak durante su guerra contra Irán. En su telegrama del 25 de julio de 1990 al Departamento de Estado de los Estados Unidos, Glaspie resumió la reunión de la siguiente manera:

Saddam dijo a la embajadora el 25 de julio que Mubarak había organizado que las delegaciones kuwaití e iraquí se reunieran en Riad, y luego, el 28, 29 o 30 de julio, el príncipe heredero kuwaití viajaría a Bagdad para entablar negociaciones serias. "No sucederá nada grave" antes de esa fecha, había prometido Saddam a Mubarak.

Una versión de la transcripción tiene a Glaspie diciendo:

Podemos ver que ha desplegado cantidades masivas de tropas en el sur. Normalmente eso no sería asunto nuestro, pero cuando esto sucede en el contexto de sus amenazas contra Kuwait, entonces sería razonable que nos preocupemos. Por esta razón, he recibido instrucciones de preguntarle, con un espíritu de amistad –no de confrontación– respecto de sus intenciones: ¿Por qué sus tropas están concentradas tan cerca de las fronteras de Kuwait?

Más tarde, en la transcripción Glaspie dice:

No tenemos opinión sobre sus conflictos árabe-árabes, como su disputa con Kuwait. El Secretario Baker me ha ordenado que haga hincapié en la instrucción, dada por primera vez a Irak en los años 1960, de que la cuestión de Kuwait no está asociada con Estados Unidos.

En otra versión de la transcripción (la publicada en The New York Times el 23 de septiembre de 1990) Glaspie dice:

Pero no tenemos opinión sobre los conflictos árabe-árabes, como su desacuerdo fronterizo con Kuwait. Estuve en la embajada estadounidense en Kuwait a finales de los años sesenta. La instrucción que teníamos durante este periodo era que no debíamos expresar ninguna opinión sobre este asunto y que el tema no está asociado con Estados Unidos. James Baker ha ordenado a nuestros portavoces oficiales que enfaticen esta instrucción. Esperamos que puedan resolver este problema utilizando cualquier método adecuado a través de Klibi (Chedli Klibi, Secretario General de la Liga Árabe) o a través del Presidente Mubarak. Lo único que esperamos es que estos problemas se resuelvan rápidamente.

Cuando estas supuestas transcripciones se hicieron públicas, Glaspie fue acusado de haber dado una aprobación tácita a la invasión iraquí de Kuwait, que tuvo lugar el 2 de agosto de 1990. Se argumentó que las declaraciones de Glaspie de que "No tenemos opinión sobre sus conflictos árabe-árabes" y que "la cuestión de Kuwait no está asociada con Estados Unidos" fueron interpretados por Saddam como si le dieran rienda suelta para manejar sus disputas con Kuwait como mejor le pareciera. También se argumentó que Saddam no habría invadido Kuwait si se le hubiera advertido explícitamente que Estados Unidos respondería con la fuerza a tal invasión. El periodista Edward Mortimer escribió en el New York Review of Books en noviembre de 1990:

Parece mucho más probable que Sadam Husein siguiera adelante con la invasión porque creía que Estados Unidos no reaccionaría con nada más que una condena verbal. Esa fue una deducción que bien pudo haber extraído de su reunión con la embajadora estadounidense April Glaspie el 25 de julio, y de las declaraciones realizadas por funcionarios del Departamento de Estado en Washington al mismo tiempo, en las que negaban públicamente cualquier compromiso de seguridad de Estados Unidos con Kuwait, pero también del éxito de las administraciones de Reagan y Bush a la hora de rechazar los intentos del Senado de Estados Unidos de imponer sanciones a Iraq por anteriores violaciones del derecho internacional.

En septiembre de 1990, un par de periodistas británicos confrontaron a Glaspie con la transcripción de su reunión con Saddam Hussein, a lo que ella respondió: "Obviamente, no pensé, y nadie más lo pensó, que los iraquíes iban a tomar todo Kuwait".
En abril de 1991, Glaspie testificó ante el Comité de Relaciones Exteriores del Senado de los Estados Unidos. Dijo que en la reunión del 25 de julio había "advertido repetidamente al presidente iraquí Saddam Hussein contra el uso de la fuerza para resolver su disputa con Kuwait". También dijo que Saddam le había mentido al negar que invadiría Kuwait. Cuando se le pidió que explicara cómo Saddam podría haber interpretado sus comentarios como que implicaban la aprobación de Estados Unidos para la invasión de Kuwait, respondió: "Tontamente no nos dimos cuenta de que él [Saddam] era estúpido". En julio de 1991, el portavoz del Departamento de Estado, Richard Boucher, dijo en una rueda de prensa:

Tenemos fe en los informes de la Embajadora Glaspie. Nos envió cables sobre sus reuniones basándose en notas que se tomaron después de la reunión. También brindó cinco horas o más de testimonio ante el Comité sobre la serie de reuniones que tuvo, incluida esta reunión con Saddam Hussein.

Los cables que Glaspie envió desde Irak sobre su reunión con Saddam ya no son secretos. El cable de Glaspie sobre su reunión con Saddam informa que el presidente estadounidense George H. W. Bush "le había ordenado ampliar y profundizar nuestras relaciones con Irak". Saddam, a su vez, ofreció "saludos cálidos" a Bush y fue "seguramente sincero" en cuanto a no querer la guerra, decía el cable.
La propia Glaspie guardó silencio durante años sobre sus acciones en Irak. Pero en marzo de 2008 concedió una entrevista al periódico libanés Dar Al-Hayat. En la entrevista, dijo que no se arrepiente. "Se acabó", dijo Glaspie.

Nadie quiere asumir la culpa. Estoy muy feliz de asumir la culpa. Quizás no pude hacer creer a Saddam Hussein que haríamos lo que dijimos que haríamos, pero, sinceramente, no creo que nadie en el mundo hubiera podido persuadirlo.

En la entrevista, Glaspie recordó que su reunión con Saddam fue interrumpida cuando el presidente iraquí recibió una llamada telefónica del presidente egipcio Hosni Mubarak. Saddam le dijo que le había asegurado a Mubarak que intentaría resolver la disputa, dijo. Su cable respalda esta versión de los hechos; la transcripción iraquí, preparada por el traductor oficial de inglés de Saddam, Sadoun al-Zubaydi, registra que Saddam dijo que Mubarak llamó antes de reunirse con Glaspie.

### Vistas retrospectivas
En 2002, el Informe Washington sobre Asuntos de Oriente Medio publicó un nuevo relato de la reunión Glaspie-Saddam escrito por Andrew Killgore, ex embajador de Estados Unidos en Catar. Killgore resumió la reunión de la siguiente manera:

En su reunión, el embajador estadounidense explicó a Saddam que Estados Unidos no adoptaba una postura respecto de los conflictos árabe-árabes, como el desacuerdo fronterizo de Irak con Kuwait. Sin embargo, dejó claro que las diferencias deben resolverse por medios pacíficos.

Las preocupaciones de Glaspie se aliviaron enormemente cuando Saddam le dijo que la próxima reunión entre Irak y Kuwait en Jeddah tenía fines protocolares, a la que seguirían discusiones sustantivas que se celebrarían en Bagdad.

En respuesta a la pregunta del embajador, Saddam mencionó una fecha en la que el Príncipe Heredero de Kuwait, Saad Al-Abdulá Al-Sálim Al-Sabah, llegaría a Bagdad para esas discusiones sustantivas. (En retrospectiva, esto parece haber sido el verdadero engaño de Saddam.)

Los puntos a los que se hace referencia en los párrafos segundo y tercero no aparecen en las supuestas transcripciones de la reunión Glaspie-Saddam que fueron publicadas por Irak y en las que se basa la mayor parte de las críticas posteriores a Glaspie. Si existe una transcripción completa de la reunión, o si el Departamento de Estado desclasifica los cables de Glaspie sobre la reunión, se podría llegar a una evaluación diferente sobre su desempeño.
James Akins, el embajador de Estados Unidos en Arabia Saudita en ese momento, ofreció una perspectiva algo diferente en una entrevista de 2000 en PBS:

[Glaspie] adoptó la línea directa estadounidense, es decir, no tomamos posiciones sobre disputas fronterizas entre países amigos. Eso es estándar. Eso es lo que siempre dices. No habría dicho: 'Sr. Presidente, si realmente está considerando invadir Kuwait, por Dios, traeremos la ira de Dios sobre sus palacios y sobre su país, y todos ustedes serán destruidos. Ella no diría eso, ni yo tampoco. Tampoco lo haría ningún diplomático.

Joseph C. Wilson, subjefe de misión de Glaspie en Bagdad, se refirió a su reunión con Saddam Hussein en una entrevista del 14 de mayo de 2004 en Democracy Now!: un "participante iraquí en la reunión [...] me dijo muy claramente que Saddam no había entendido mal, no creía que estuviera recibiendo luz verde o amarilla".
Las opiniones de Wilson y Akins sobre esta cuestión coinciden con las del ex vice primer ministro Tariq Aziz, quien declaró en una entrevista con Frontline en 1996 que, antes de la invasión de Kuwait, Irak "no se hacía ilusiones" sobre la probabilidad de una intervención militar estadounidense. Del mismo modo, en una entrevista concedida a Frontline en 2000, Aziz declaró: "No había señales contradictorias", y profundizó:

...era una reunión rutinaria. ... No dijo nada extraordinario más allá de lo que diría cualquier diplomático profesional sin instrucciones previas de su gobierno. No pidió una audiencia con el presidente [Sadam]. Fue convocada por el presidente. ... No estaba preparada.... La gente en Washington estaba durmiendo, así que necesitó media hora para ponerse en contacto con alguien en Washington y pedir instrucciones. Así que lo que dijo fueron comentarios rutinarios y clásicos sobre lo que el presidente le pedía que transmitiera al presidente Bush.

Kenneth M. Pollack de la Institución Brookings, escribió en The New York Times el 21 de febrero de 2003, que no estaba de acuerdo con las opiniones previamente citadas de observadores como Edward Mortimer. Sobre la creencia declarada de Mortimer de que era probable que Saddam Hussein siguiera adelante con la invasión porque de su reunión con Glaspie dedujo que Estados Unidos reaccionaría con nada más que una condena verbal, Pollack dijo:

De hecho, todas las pruebas indican lo contrario: Saddam Hussein creía que era muy probable que Estados Unidos intentara liberar Kuwait, pero se convenció a sí mismo de que sólo enviaríamos fuerzas poco armadas y de despliegue rápido que serían rápidamente destruidas por su Guardia Republicana de 120.000 hombres. Después de esto, supuso, Washington consentiría su conquista.

Los profesores John Mearsheimer y Stephen Walt escriben en la edición de enero/febrero de 2003 de Foreign Policy que Saddam se acercó a Estados Unidos para averiguar cómo reaccionaría ante una invasión a Kuwait. Junto con el comentario de Glaspie de que "'No tenemos opinión sobre los conflictos árabe-árabes, como su desacuerdo fronterizo con Kuwait', el Departamento de Estado de Estados Unidos había dicho anteriormente a Saddam que Washington 'no tenía compromisos especiales de defensa o seguridad con Kuwait'. Puede que Estados Unidos no haya tenido la intención de darle luz verde a Irak, pero eso es efectivamente lo que hizo".
Tras la filtración de documentos diplomáticos de los Estados Unidos y la publicación en enero de 2011 del cable de Glaspie de julio de 1990 que describía su discusión con Saddam, Juan Cole señaló que Glaspie "presionó al dictador sobre el significado de su acumulación de tropas en la frontera con Kuwait, haciéndole saber claramente ansiedades estadounidenses", y argumentó que "su infame referencia a que Estados Unidos no se involucraría en disputas interárabes se refería a una cuestión limitada, la frontera exacta entre Irak y Kuwait, ¡y no podría haber sido interpretada como un permiso para invadir Kuwait!" Cole concluyó: "Los detractores de la señora Glaspie le deben una disculpa".